# Solomonowo
Solomonowo (ukrainisch und russisch Соломоново; slowakisch Šalamúnová, ungarisch Tiszasalamon) ist ein Dorf im Rajon Uschhorod in der Oblast Transkarpatien in der westlichen Ukraine mit etwa 1300 Einwohnern.

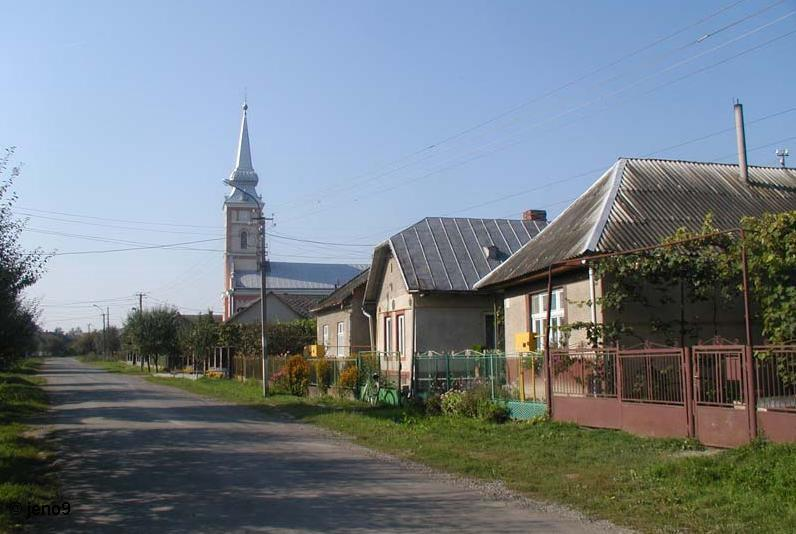
Blick in das Dorf

Das Dorf nahe dem Dreiländereck Slowakei–Ukraine–Ungarn ist der westlichste bewohnte Punkt der Ukraine, von hier bis zum östlichsten Dorf Rannja Sorja sind es etwa 1500 km.
Am 12. Juni 2020 wurde das Dorf ein Teil neu gegründeten Stadtgemeinde Tschop im Rajon Uschhorod; bis dahin bildete es die Landratsgemeinde Solomonowo (Соломонівська сільська рада/Solomoniwska silska rada).
Die Grenze zur Slowakei verläuft westlich und der nahegelegenen Grenzfluss Theiß zur ungarischen Grenze südlich des Ortsgebietes. Nordöstlich des Ortskerns befindet sich ein Werk des Škoda-Autozulieferers Eurocar. Östlich vom Dorf verläuft die Fernstraße M 06.
Im Jahr 1332 wurde Solomonowo zum ersten Mal als Salmon urkundlich erwähnt.
Bis 1919 gehörte Solomonowo zum Kaiserreich Österreich-Ungarn und dort zu Ungarn. Danach lag das Dorf, als Teil der Karpato-Ukraine, in der Tschechoslowakei. Mit der Annektierung der Karpatenukraine kam es 1938–1945 wieder zu Ungarn. Nach 1945 wurde das Dorf ein Teil der Ukrainischen SSR innerhalb der Sowjetunion und nach deren Zerfall seit 1991 Teil der unabhängig gewordenen Ukraine.